# 須原村
須原村（すはらむら）は、かつて新潟県北魚沼郡にあった村。

## 沿革
- 1889年（明治22年）4月1日 - 町村制施行に伴い北魚沼郡須原村、福田新田、大原新田、松川村、細野村が合併し、須原村が発足。
- 1901年（明治34年）11月1日 - 北魚沼郡広瀬村と合併して、須原村を新設。
- 1956年（昭和31年）9月30日 - 北魚沼郡上条村と合併し、守門村となり消滅。

## 村長
- 目黒孝平